# Diazoksyd
Diazoksyd (łac. Diazoxidum) – aktywator kanałów potasowych wywołujący miejscową relaksację mięśni gładkich poprzez zwiększanie przepuszczalności błony komórkowej dla jonów K+. Wypływ jonów potasowych z komórki powoduje zamknięcie zależnych od woltażu kanałów wapniowych, co zmniejsza jej potencjał czynnościowy.

## Zastosowanie
- jako lek naczynio-rozkurczający w leczeniu ostrego nadciśnienia[6]
- jako lek ograniczający wydzielanie insuliny oraz hamujący apoptozę komórek β trzustki[7] w leczeniu guza insulinowego[2].